# San Agustín del Guadalix
San Agustín del Guadalix – miasto w Hiszpanii we wspólnocie autonomicznej Madryt, położone przy autostradzie , 34 km od Madrytu, w pobliżu gór Sierra del Guadarrama nad rzeką Guadalix.

## Atrakcje turystyczne
- Kościół parafialny
- Akwedukty wybudowane w 1854 r.
- Laguna de los Patos, w której żyją różnego rodzaju gady i płazy oraz różnorodne ptactwo: słowik, wilga, drozd, szczygieł